# Syzygium patentinerve
Syzygium patentinerve är en myrtenväxtart som beskrevs av Erling Christophersen. Syzygium patentinerve ingår i släktet Syzygium och familjen myrtenväxter.
Artens utbredningsområde är Samoa. Inga underarter finns listade i Catalogue of Life.